# Suinzona pallasi
Suinzona pallasi – gatunek chrząszcza z rodziny stonkowatych i podrodziny Chrysomelinae.
Gatunek ten opisany został w 2011 roku przez Ge Siqina i Mauro Daccordiego. Epitet gatunkowy nadano na cześć Petera S. Pallasa.
Chrząszcz o ciele długości od 5,5 do 5,6 mm i szerokości od 3,1 do 3,3 mm. Ubarwiony mahoniowoczerwono z czarnymi oczami i pomarańczoworudymi: czułkami, odnóżami, aparatem gębowym i nadustkiem. Głowa o ciemieniu i czole prawie niepunktowanych. Punktowanie przedplecza dwojakie: grube punkty, a między nimi jeszcze delikatne punkciki. W tylnych kątach przedplecza brak trichobotriów, a jego boczne krawędzie są proste. Rzędy na pokrywach złożone z punktów takich, jak na przedpleczu; przy szwie i po bokach regularne, a pośrodku nieregularne. Wyrostek przedpiersia połyskujący. Zapiersie wąskie, z przodu obrzeżone. Regularnie zakrzywiony edeagus ma szeroki, trójkątny wierzchołek. Wierzchołek hakowatego flagellum cienki i wydłużony, a same flagellum złożone z części przejrzystej i części zesklerotyzowanej. Spermateka U-kształtna.
Owad znany tylko z zachodniego Syczuanu w Chinach.